# Sacculina inflata
Sacculina inflata is een krabbezakjessoort uit de familie van de Sacculinidae. De wetenschappelijke naam van de soort is voor het eerst geldig gepubliceerd in 1859 door Leuckart.